# 豎捲軸螺
豎捲軸螺（学名：Tortaxis erectus）为玛瑙螺科捲軸螺屬的动物，是中国的特有物种。

## 分佈
分布于广东、福建、江苏、浙江、江西、香港、澳门等地，生活环境为陆地，一般栖息于山区树林下灌木丛中以及农田住宅附近的石堆中草丛中。

## 外部連結
- 維基物種上的相關：豎捲軸螺